# Spoulga des églises

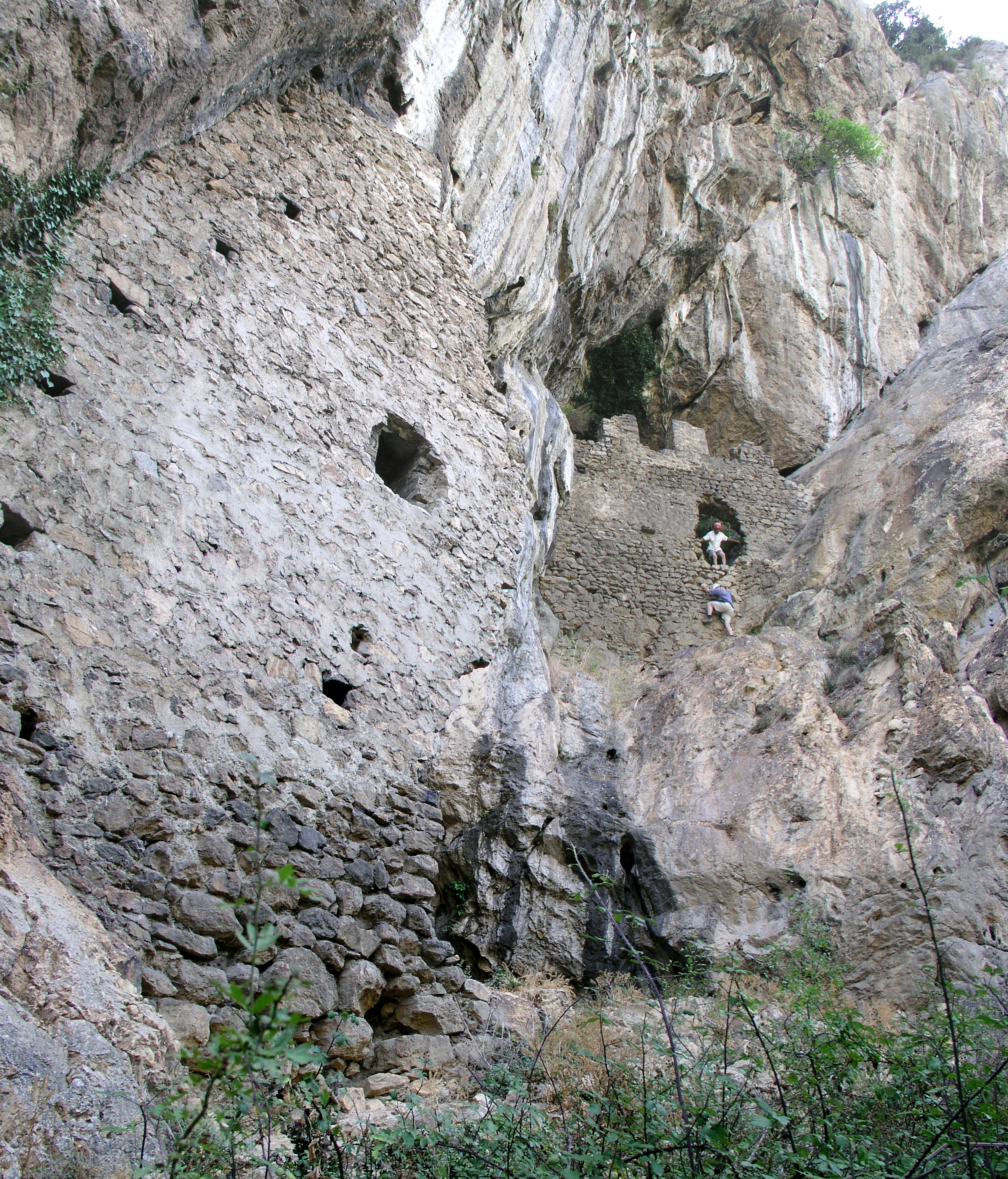
vstup do Spoulga des églises

Spoulga des églises nazývaná též spoulga de Bouan je opevněná spoulga neboli jeskyně, která se nachází u obce Bouan ve francouzském departementu Ariège. Spolga des églises se nachází na katastru obce Bouan v údolí Sabarthès, na svazích Gleizes, naproti jeskyni Fontanet, na druhém břehu řeky Ariège. Přístupová cesta k jeskyni přichází z vesnice.

## Popis a historie
Termín spoulga je odvozen z latinského slova spelunca neboli jeskyně, dutina. Zde přebírá význam opevněného místa. 
Spoulgy v údolí Sabarthès studovala v posledních letech archeoložka Florence Guillotová. Napočítala v tomto údolí ne méně než 30 opevněných jeskyní, některé soustředěné na území několik kilometrů: 9 v dolním údolí Vicdessos na 5 km délky a 12 v údolí Ariège proti proudu Tarasconu na 6 km délky. V některých těchto opevněných jeskyních se dochovaly vzácné pozůstatky vnitřního vybavení: hlavně zářezy trámů a podlahy, někdy i stopy zděných zdí. Nejúplnější jsou ty z Alliatu, Baychonu, L'Ermite, Ornolacu, Soloumbrié, Verdunu a Bouanu. 
Tato síť opevněných míst chrání základní komunikační trasy hrabství Foix, zejména via mercadal, která spojovala Katalánsko s Toulouse. Spoulgy v Sabarthès přímo závisely na feudální moci hrabat z Foixu a tvořily obranný systém z 12. století na ochranu jejich statků proti Aragonu a Katalánsku. Spoulgy ze Sabarthès sloužily v době albigenských válek jako útočiště pro uprchlé katary. 
Spoulga des églises se rozprostírá v délce přes 100 metrů podél skalní stěny a pokrývá plochu přibližně 2000 metrů čtverečních. Byla vytvořena z tuctu přírodních teras ve skále, z nichž z některé jsou navzájem propojeny krasovými jeskyněmi.
Vstup do první jeskyně chrání kamenná zeď s branou. V první jeskyni jsou tři cisterny, jejichž vnitřek je pokryt maltou. Po druhých dveřích se objevuje druhá jeskyně. Je opět bráněna převážně zachovalou zdí s cimbuřím a stopami vnitřního uspořádání. 
Od roku 2023 je Spoulga des églises zapsána na seznamu historických památek francouzského ministerstva kultury.
Spoulga des églises je nejzachovalejší a největší z osmi spoulg nalézajících se v údolí Sabarthès.
Ve 13. století byly v jeskyni instalovány dvě cisterny, které doplnily předchozí o 8 m³. Spoulgy Bouan měly celkový objem 65 m³ zásobníků vody. V pozdním středověku byla k původní opevněné jeskyni přidána brána a obvodová zeď.
Na rozdíl od ostatních opevněných jeskyní, které zmizely z listin již v průběhu 14. století, je jedna ze spoulg v Bouan zmiňována ještě na začátku 15. století.